# Paul Perrier (homme politique)
Pour les articles homonymes, voir Perrier.
Paul Perrier, né le 5 juillet 1921 à Argentine (Savoie) et mort le 30 mai 1996 à Villargondran (Savoie), est un homme politique français.

## Biographie
Né le 5 juillet 1921 à Argentine, Paul Perrier étudie à l'école primaire supérieure de Saint-Jean-de-Maurienne puis à l'école normale d’Albertville. À la rentrée 1944, il rejoint avec sa femme le village de Villargondran, en Maurienne. À partir de 1961 il dirigera le collège technique de Saint-Michel-de-Maurienne.

### Maire de Villargondran
Quelques jours après son arrivée dans la commune de 350 habitants, le 23 août 1944 les troupes allemandes en retraite incendient la ville. Comme secrétaire de mairie, puis conseiller municipal à partir de 1948 et comme maire à partir de 1953, Paul Perrier s'investit énormément dans la reconstruction du village.
Le 14 juin 1957, le village sera de nouveau partiellement détruit lors de la crue de l'Arc, qui dévaste la Haute-Maurienne. Président de « La fédération des sinistrés de Maurienne » Paul Perrier coordonne la reconstruction de la partie détruite et des digues.
Avec l'implantation des usines Pechiney, Villargondran acquiert une nouvelle dimension.

### Conseiller général
Il est élu conseiller général de Saint-Jean-de-Maurienne en mars 1958, porté par sa notoriété de président de « La fédération des sinistrés de Maurienne ». Il présidera durant plus de vingt ans la commission des routes et travaille avec chacun.
Conseiller régional de 1972 à 1986, Paul Perrier est également président de la première intercommunalité de Maurienne, artisan de la politique de développement économique dans la vallée, ainsi que de l'association des Maires de Maurienne. Il reçut en 1989 les insignes de Chevalier de la légion d’honneur par le Président François Mitterrand.
Après avoir adhéré très tôt la SFIO, il rejoint le Parti socialiste en 1971.

### Député de la Savoie
Suppléant de Jean-Pierre Cot depuis 1973, il remplace celui-ci (nommé au Gouvernement) à l'Assemblée nationale de 1981 à 1986. Au Parlement, il défend notamment les dossiers économiques de la Maurienne, notamment les usines Pechiney et des cartonneries de La Rochette.
Il est mort le 30 mai 1996, d'une crise cardiaque.

## Mandats électoraux
- Député de Savoie (1981–1986)
- Conseiller général de Saint-Jean-de-Maurienne (mars 1958 – mars 1994)
- Maire de Villargondran (mars 1953 – mai 1996)